# Interlands Grieks voetbalelftal 1950-1959
Deze pagina toont een chronologisch en gedetailleerd overzicht van de interlands die het Grieks voetbalelftal heeft gespeeld in de periode 1950 – 1959.

## Interlands

### 1950
|                                                                                         |        |       |             |                                                                                          |
| 17 februari Eastern Mediterranean Cup 1950/53 № 38 «onderlinge duels» 15:30 uur (UTC+2) | Egypte | 2 – 0 | Griekenland | Prince Farouk Stadion, Caïro Toeschouwers: 12.000 Scheidsrechter: Generoso Dattilo (ITA) |
| 17 februari Eastern Mediterranean Cup 1950/53 № 38 «onderlinge duels» 15:30 uur (UTC+2) | ?      |       |             | Prince Farouk Stadion, Caïro Toeschouwers: 12.000 Scheidsrechter: Generoso Dattilo (ITA) |

|                                                                         |             |       |           |                                                                                                |
| 13 december Vriendschappelijk № 39 «onderlinge duels» 15:00 uur (UTC+2) | Griekenland | 0 – 1 | Frankrijk | Leoforos Alexandrasstadion, Athene Toeschouwers: 18.000 Scheidsrechter: Giovanni Galeati (ITA) |
| 13 december Vriendschappelijk № 39 «onderlinge duels» 15:00 uur (UTC+2) |             | ?     |           | Leoforos Alexandrasstadion, Athene Toeschouwers: 18.000 Scheidsrechter: Giovanni Galeati (ITA) |

### 1951
|                                                                                     |        |       |             |                                                                                     |
| 8 april Eastern Mediterranean Cup 1950/53 № 40 «onderlinge duels» 15:30 uur (UTC+1) | Italië | 3 – 0 | Griekenland | Stadio La Favorita, Palermo Toeschouwers: 8.000 Scheidsrechter: Ismail Kassib (EGY) |
| 8 april Eastern Mediterranean Cup 1950/53 № 40 «onderlinge duels» 15:30 uur (UTC+1) | ?      |       |             | Stadio La Favorita, Palermo Toeschouwers: 8.000 Scheidsrechter: Ismail Kassib (EGY) |

| Middellandse Zeespelen 1951 |
| --------------------------- |

|                                                                      |       |                                                   |             |                                                                                            |
| 14 oktober Middellandse Zeespelen Groepsfase № 41 «onderlinge duels» | Syrië | 0 – 4                                             | Griekenland | Alexandriëstadion, Alexandrië Toeschouwers: 10.000 Scheidsrechter: Mohammed Al Sayed (EGY) |
| 14 oktober Middellandse Zeespelen Groepsfase № 41 «onderlinge duels» |       | 18', 23', 71' Nikos Lekatsas 75' Andreas Mouratis |             | Alexandriëstadion, Alexandrië Toeschouwers: 10.000 Scheidsrechter: Mohammed Al Sayed (EGY) |

|  |  |  |  |  |  |  |  |  |

|                                                                        |           |       |             |                                                                                         |
| 14 oktober Vriendschappelijk № 42 «onderlinge duels» 15:00 uur (UTC+1) | Frankrijk | 1 – 0 | Griekenland | Stade Vélodrome, Marseille Toeschouwers: 8.553 Scheidsrechter: Vincenzo Orlandini (ITA) |
| 14 oktober Vriendschappelijk № 42 «onderlinge duels» 15:00 uur (UTC+1) | ?         |       |             | Stade Vélodrome, Marseille Toeschouwers: 8.553 Scheidsrechter: Vincenzo Orlandini (ITA) |

| Middellandse Zeespelen 1951 |

|                                                                      |        |                                       |             |                                                                                   |
| 18 oktober Middellandse Zeespelen Groepsfase № 43 «onderlinge duels» | Egypte | 0 – 2                                 | Griekenland | Alexandriëstadion, Alexandrië Toeschouwers: 20.000 Scheidsrechter: Al Fauzi (SYR) |
| 18 oktober Middellandse Zeespelen Groepsfase № 43 «onderlinge duels» |        | 10' Babis Kotridis 53' Nikos Lekatsas |             | Alexandriëstadion, Alexandrië Toeschouwers: 20.000 Scheidsrechter: Al Fauzi (SYR) |

|  |  |  |  |  |  |  |  |  |

|                                                                                         |                     |       |        |                                                                                           |
| 25 november Eastern Mediterranean Cup 1950/53 № 44 «onderlinge duels» 15:00 uur (UTC+2) | Griekenland         | 1 – 0 | Egypte | Leoforos Alexandrasstadion, Athene Toeschouwers: 16.000 Scheidsrechter: Sulhi Garan (TUR) |
| 25 november Eastern Mediterranean Cup 1950/53 № 44 «onderlinge duels» 15:00 uur (UTC+2) | Giorgos Darivas 16' |       |        | Leoforos Alexandrasstadion, Athene Toeschouwers: 16.000 Scheidsrechter: Sulhi Garan (TUR) |

### 1952
|                                                                                         |                               |       |         |                                                                                               |
| 29 februari Eastern Mediterranean Cup 1950/53 № 45 «onderlinge duels» 15:30 uur (UTC+2) | Griekenland                   | 3 – 1 | Turkije | Leoforos Alexandrasstadion, Athene Toeschouwers: 20.000 Scheidsrechter: Ferruccio Bellè (ITA) |
| 29 februari Eastern Mediterranean Cup 1950/53 № 45 «onderlinge duels» 15:30 uur (UTC+2) | Giorgos Darivas 15', 44', 80' |       | ?       | Leoforos Alexandrasstadion, Athene Toeschouwers: 20.000 Scheidsrechter: Ferruccio Bellè (ITA) |

|                                                                  |         |                       |             |                                                                                      |
| 16 mei Eastern Mediterranean Cup 1950/53 № 46 «onderlinge duels» | Turkije | 0 – 1                 | Griekenland | Mithatpaşastadion, Istanbul Toeschouwers: 20.000 Scheidsrechter: Guido Agnolin (ITA) |
| 16 mei Eastern Mediterranean Cup 1950/53 № 46 «onderlinge duels» |         | 9' Elias Papageorgiou |             | Mithatpaşastadion, Istanbul Toeschouwers: 20.000 Scheidsrechter: Guido Agnolin (ITA) |

| Olympische Zomerspelen 1952 |
| --------------------------- |

|                                                                               |                                           |       |                         |                                                                              |
| 15 juli Olympische Spelen Voorronde № 47 «onderlinge duels» 19:00 uur (UTC+2) | Denemarken                                | 2 – 1 | Griekenland             | Ratina Stadion, Tampere Toeschouwers: 4.372 Scheidsrechter: Wolf Karni (FIN) |
| 15 juli Olympische Spelen Voorronde № 47 «onderlinge duels» 19:00 uur (UTC+2) | Poul Erik Petersen 36' Holger Seebach 37' |       | 85' Lakis Emmanouilidis | Ratina Stadion, Tampere Toeschouwers: 4.372 Scheidsrechter: Wolf Karni (FIN) |

|  |  |  |  |  |  |  |  |  |

|                                |                     |       |                                                          |                                                                                     |
| 25 juli Vriendschappelijk № 48 | Verenigd Koninkrijk | 2 – 4 | Griekenland                                              | Kaurialan kenttä, Kanta-Häme Toeschouwers: 4.000 Scheidsrechter: Yrjö Kaivola (FIN) |
| 25 juli Vriendschappelijk № 48 | ?                   |       | 21', 78', 83' Elias Papageorgiou 29' Lakis Emmanouilidis | Kaurialan kenttä, Kanta-Häme Toeschouwers: 4.000 Scheidsrechter: Yrjö Kaivola (FIN) |

### 1953
|                                                                                      |             |       |        |                                                                                                |
| 26 april Eastern Mediterranean Cup 1950/53 № 49 «onderlinge duels» 16:30 uur (UTC+2) | Griekenland | 0 – 0 | Italië | Leoforos Alexandrasstadion, Athene Toeschouwers: 22.000 Scheidsrechter: Ernst Dörflinger (SUI) |
| 26 april Eastern Mediterranean Cup 1950/53 № 49 «onderlinge duels» 16:30 uur (UTC+2) |             |       |        | Leoforos Alexandrasstadion, Athene Toeschouwers: 22.000 Scheidsrechter: Ernst Dörflinger (SUI) |

|                                                                      |                   |       |             |                                                                                |
| 9 mei WK 1954 kwalificatie № 50 «onderlinge duels» 15:00 uur (UTC+1) | Joegoslavië       | 1 – 0 | Griekenland | JNA Stadion, Belgrado Toeschouwers: 50.000 Scheidsrechter: Erich Steiner (AUT) |
| 9 mei WK 1954 kwalificatie № 50 «onderlinge duels» 15:00 uur (UTC+1) | Frane Matošić 21' |       |             | JNA Stadion, Belgrado Toeschouwers: 50.000 Scheidsrechter: Erich Steiner (AUT) |

|                                                                                |             |       |           |                                                                                              |
| 18 oktober Mediterranean Cup 1953/57 № 51 «onderlinge duels» 15:30 uur (UTC+2) | Griekenland | 0 – 0 | Frankrijk | Leoforos Alexandrasstadion, Athene Toeschouwers: 25.000 Scheidsrechter: Riccardo Pieri (ITA) |
| 18 oktober Mediterranean Cup 1953/57 № 51 «onderlinge duels» 15:30 uur (UTC+2) |             |       |           | Leoforos Alexandrasstadion, Athene Toeschouwers: 25.000 Scheidsrechter: Riccardo Pieri (ITA) |

|                                                                           |                    |       |        |                                                                                            |
| 1 november WK 1954 kwalificatie № 52 «onderlinge duels» 15:30 uur (UTC+2) | Griekenland        | 1 – 0 | Israël | Leoforos Alexandrasstadion, Athene Toeschouwers: 22.000 Scheidsrechter: Renzo Massai (ITA) |
| 1 november WK 1954 kwalificatie № 52 «onderlinge duels» 15:30 uur (UTC+2) | Thanasis Bebis 53' |       |        | Leoforos Alexandrasstadion, Athene Toeschouwers: 22.000 Scheidsrechter: Renzo Massai (ITA) |

### 1954
|                                                                     |        |                                              |             |                                                                                       |
| 8 maart Vriendschappelijk № 53 «onderlinge duels» 15:45 uur (UTC+2) | Israël | 0 – 2                                        | Griekenland | Ramat Ganstadion, Ramat Gan Toeschouwers: 35.000 Scheidsrechter: Riccardo Pieri (ITA) |
| 8 maart Vriendschappelijk № 53 «onderlinge duels» 15:45 uur (UTC+2) |        | 61' Dimitris Kokkinakis 83' Georgios Kamaras |             | Ramat Ganstadion, Ramat Gan Toeschouwers: 35.000 Scheidsrechter: Riccardo Pieri (ITA) |

|                                                                         |             |                       |             |                                                                                           |
| 28 maart WK 1954 kwalificatie № 54 «onderlinge duels» 16:15 uur (UTC+2) | Joegoslavië | 0 – 1                 | Griekenland | Leoforos Alexandrasstadion, Athene Toeschouwers: 25.000 Scheidsrechter: Willi Rufli (SUI) |
| 28 maart WK 1954 kwalificatie № 54 «onderlinge duels» 16:15 uur (UTC+2) |             | 51' Todor Veselinović |             | Leoforos Alexandrasstadion, Athene Toeschouwers: 25.000 Scheidsrechter: Willi Rufli (SUI) |

|                                                                                |                         |       |        |                                                                                               |
| 7 november Mediterranean Cup 1953/57 № 55 «onderlinge duels» 15:15 uur (UTC+2) | Griekenland             | 1 – 1 | Egypte | Leoforos Alexandrasstadion, Athene Toeschouwers: 25.000 Scheidsrechter: Vasa Stefanović (YUG) |
| 7 november Mediterranean Cup 1953/57 № 55 «onderlinge duels» 15:15 uur (UTC+2) | Lambis Kouiroukidis 50' |       | ?      | Leoforos Alexandrasstadion, Athene Toeschouwers: 25.000 Scheidsrechter: Vasa Stefanović (YUG) |

### 1955
|                                                                                |        |       |                      |                                                                                        |
| 21 januari Mediterranean Cup 1953/57 № 56 «onderlinge duels» 15:00 uur (UTC+2) | Egypte | 1 – 1 | Griekenland          | Prince Farouk Stadion, Caïro Toeschouwers: 25.000 Scheidsrechter: Édouard Harzic (FRA) |
| 21 januari Mediterranean Cup 1953/57 № 56 «onderlinge duels» 15:00 uur (UTC+2) | ?      |       | 39' Vangelis Panakis | Prince Farouk Stadion, Caïro Toeschouwers: 25.000 Scheidsrechter: Édouard Harzic (FRA) |

|                                                                              |        |       |                         |                                                                                              |
| 13 maart Mediterranean Cup 1953/57 № 57 «onderlinge duels» 16:30 uur (UTC+1) | Spanje | 7 – 1 | Griekenland             | Estadio Santiago Bernabéu, Madrid Toeschouwers: 120.000 Scheidsrechter: Maurice Guigue (FRA) |
| 13 maart Mediterranean Cup 1953/57 № 57 «onderlinge duels» 16:30 uur (UTC+1) | ?      |       | 38' Lakis Emmanouilidis | Estadio Santiago Bernabéu, Madrid Toeschouwers: 120.000 Scheidsrechter: Maurice Guigue (FRA) |

|                                                            |           |       |             |                                                                                      |
| 17 maart Mediterranean Cup 1953/57 № 58 «onderlinge duels» | Frankrijk | 1 – 0 | Griekenland | Stade Vélodrome, Marseille Toeschouwers: 15.000 Scheidsrechter: Riccardo Pieri (ITA) |
| 17 maart Mediterranean Cup 1953/57 № 58 «onderlinge duels» | ?         |       |             | Stade Vélodrome, Marseille Toeschouwers: 15.000 Scheidsrechter: Riccardo Pieri (ITA) |

|                                                                            |             |       |        |                                                                                                 |
| 29 mei Mediterranean Cup 1953/57 № 59 «onderlinge duels» 17:30 uur (UTC+2) | Griekenland | 0 – 0 | Italië | Leoforos Alexandrasstadion, Athene Toeschouwers: 25.000 Scheidsrechter: Borče Nedelkovski (YUG) |
| 29 mei Mediterranean Cup 1953/57 № 59 «onderlinge duels» 17:30 uur (UTC+2) |             |       |        | Leoforos Alexandrasstadion, Athene Toeschouwers: 25.000 Scheidsrechter: Borče Nedelkovski (YUG) |

### 1956
|                                                                              |        |       |                      |                                                                                      |
| 22 april Mediterranean Cup 1953/57 № 60 «onderlinge duels» 15:30 uur (UTC+1) | Italië | 7 – 1 | Griekenland          | Stadio Vomero, Napels Toeschouwers: 30.000 Scheidsrechter: Louis Fauquemberghe (FRA) |
| 22 april Mediterranean Cup 1953/57 № 60 «onderlinge duels» 15:30 uur (UTC+1) | ?      |       | 49' Vangelis Panakis | Stadio Vomero, Napels Toeschouwers: 30.000 Scheidsrechter: Louis Fauquemberghe (FRA) |

### 1957
|                                                                              |                                       |       |        |                                                                                              |
| 13 maart Mediterranean Cup 1953/57 № 61 «onderlinge duels» 15:45 uur (UTC+2) | Griekenland                           | 2 – 0 | Spanje | Leoforos Alexandrasstadion, Athene Toeschouwers: 25.000 Scheidsrechter: Mario Maurelli (ITA) |
| 13 maart Mediterranean Cup 1953/57 № 61 «onderlinge duels» 15:45 uur (UTC+2) | Elias Yfantis 2' Vangelis Panakis 43' |       |        | Leoforos Alexandrasstadion, Athene Toeschouwers: 25.000 Scheidsrechter: Mario Maurelli (ITA) |

|                                                                      |             |       |             |                                                                                                 |
| 5 mei WK 1958 kwalificatie № 62 «onderlinge duels» 16:30 uur (UTC+2) | Griekenland | 0 – 0 | Joegoslavië | Leoforos Alexandrasstadion, Athene Toeschouwers: 25.000 Scheidsrechter: Jacques Devillers (FRA) |
| 5 mei WK 1958 kwalificatie № 62 «onderlinge duels» 16:30 uur (UTC+2) |             |       |             | Leoforos Alexandrasstadion, Athene Toeschouwers: 25.000 Scheidsrechter: Jacques Devillers (FRA) |

|                                                                        |                      |       |                                  |                                                                                               |
| 16 juni WK 1958 kwalificatie № 63 «onderlinge duels» 17:30 uur (UTC+2) | Griekenland          | 1 – 2 | Roemenië                         | Apostolos Nikolaidisstadion, Athene Toeschouwers: 18.000 Scheidsrechter: Édouard Harzic (FRA) |
| 16 juni WK 1958 kwalificatie № 63 «onderlinge duels» 17:30 uur (UTC+2) | Vangelis Panakis 29' |       | 15' Alexandru Ene 78' Titus Ozon | Apostolos Nikolaidisstadion, Athene Toeschouwers: 18.000 Scheidsrechter: Édouard Harzic (FRA) |

|                                                                       |                                            |       |           |                                                                                                 |
| 5 oktober Vriendschappelijk № 64 «onderlinge duels» 16:00 uur (UTC+2) | Griekenland                                | 2 – 1 | Frankrijk | Leoforos Alexandrasstadion, Athene Toeschouwers: 20.000 Scheidsrechter: Borče Nedelkovski (YUG) |
| 5 oktober Vriendschappelijk № 64 «onderlinge duels» 16:00 uur (UTC+2) | Vangelis Panakis 24' Kostas Nestoridis 90' |       | ?         | Leoforos Alexandrasstadion, Athene Toeschouwers: 20.000 Scheidsrechter: Borče Nedelkovski (YUG) |

|                                                                           |                                                                  |       |             |                                                                                           |
| 3 november WK 1958 kwalificatie № 65 «onderlinge duels» 14:45 uur (UTC+2) | Roemenië                                                         | 3 – 0 | Griekenland | Stadionul 23 August, Boekarest Toeschouwers: 54.465 Scheidsrechter: Pierre Schwinte (FRA) |
| 3 november WK 1958 kwalificatie № 65 «onderlinge duels» 14:45 uur (UTC+2) | Iosif Petschovschi 51' Nicolae Tătaru 64' Gheorghe Cacoveanu 67' |       |             | Stadionul 23 August, Boekarest Toeschouwers: 54.465 Scheidsrechter: Pierre Schwinte (FRA) |

|                                                                            |                                                                   |       |                       |                                                                               |
| 10 november WK 1958 kwalificatie № 66 «onderlinge duels» 14:00 uur (UTC+1) | Joegoslavië                                                       | 4 – 1 | Griekenland           | JNA Stadion, Belgrado Toeschouwers: 45.000 Scheidsrechter: Cesare Jonni (ITA) |
| 10 november WK 1958 kwalificatie № 66 «onderlinge duels» 14:00 uur (UTC+1) | Muhamed Mujić 6', 61' Dobrosav Krstić 9' Aleksandar Petaković 67' |       | 28' Kostas Nestoridis | JNA Stadion, Belgrado Toeschouwers: 45.000 Scheidsrechter: Cesare Jonni (ITA) |

### 1958
|                                                                          |                                                                                        |       |                   |                                                                                      |
| 1 oktober EK 1960 kwalificatie № 67 «onderlinge duels» 20:30 uur (UTC+1) | Frankrijk                                                                              | 7 – 1 | Griekenland       | Parc des Princes, Parijs Toeschouwers: 37.590 Scheidsrechter: Gottfried Dienst (SUI) |
| 1 oktober EK 1960 kwalificatie № 67 «onderlinge duels» 20:30 uur (UTC+1) | Raymond Kopa 23' Just Fontaine 25', 85' Thadée Cisowski 29', 68' Jean Vincent 61', 87' |       | 47' Elias Yfantis | Parc des Princes, Parijs Toeschouwers: 37.590 Scheidsrechter: Gottfried Dienst (SUI) |

|                                                                           |                         |       |                    |                                                                                                   |
| 3 december EK 1960 kwalificatie № 68 «onderlinge duels» 15:00 uur (UTC+2) | Griekenland             | 1 – 1 | Frankrijk          | Apostolos Nikolaidisstadion, Athene Toeschouwers: 18.833 Scheidsrechter: Vincenzo Orlandini (ITA) |
| 3 december EK 1960 kwalificatie № 68 «onderlinge duels» 15:00 uur (UTC+2) | Roger Marche 85' (e.d.) |       | 71' Stéphane Bruey | Apostolos Nikolaidisstadion, Athene Toeschouwers: 18.833 Scheidsrechter: Vincenzo Orlandini (ITA) |

### 1959
|                                                                                                   |                                                                     |       |             |                                                                                 |
| 15 november Olympisch kwalificatietoernooi voetbal 1960 № 69 «onderlinge duels» 14:00 uur (UTC+1) | Joegoslavië                                                         | 4 – 0 | Griekenland | JNA Stadion, Belgrado Toeschouwers: 25.000 Scheidsrechter: Viktor Schicke (SUI) |
| 15 november Olympisch kwalificatietoernooi voetbal 1960 № 69 «onderlinge duels» 14:00 uur (UTC+1) | Muhamed Mujić 31', 43' Branislav Mihajlović 45' Borivoje Kostić 78' |       |             | JNA Stadion, Belgrado Toeschouwers: 25.000 Scheidsrechter: Viktor Schicke (SUI) |

|                                                                        |                       |       |                                            |                                                                                                   |
| 2 december Vriendschappelijk № 70 «onderlinge duels» 15:00 uur (UTC+2) | Griekenland           | 1 – 3 | Denemarken                                 | Apostolos Nikolaidisstadion, Athene Toeschouwers: 9.335 Scheidsrechter: Louis Fauquemberghe (FRA) |
| 2 december Vriendschappelijk № 70 «onderlinge duels» 15:00 uur (UTC+2) | Lambis Serafeidis 58' |       | 52', 60' Henning Enoksen 68' Poul Pedersen | Apostolos Nikolaidisstadion, Athene Toeschouwers: 9.335 Scheidsrechter: Louis Fauquemberghe (FRA) |

UEFA: Albanië · België · Bulgarije · Denemarken · West-Duitsland · Duitse Democratische Republiek · Engeland · Finland · Frankrijk · Griekenland · Hongarije · Ierland · IJsland · Italië · Joegoslavië · Kroatië · Luxemburg · Malta · Nederland · Noord-Ierland · Noorwegen · Oostenrijk · Polen · Portugal · Roemenië · Saarland · Schotland · Sovjet-Unie · Spanje · Tsjecho-Slowakije · Turkije · Wales · Zweden · Zwitserland

AFC: Israël
EPO · A-internationals · Bondscoaches · Selecties · Grieks vrouwenelftal · Olympisch elftal · Griekenland U21 · Griekenland U20 · Griekenland U19 · Griekenland U18 · Griekenland U17 · Griekenland U16
1920 – 1929 ·
1930 – 1939 ·
1940 – 1949 ·
1950 – 1959 ·
1960 – 1969 ·
1970 – 1979 ·
1980 – 1989 ·
1990 – 1999 ·
2000 – 2009 ·
2010 – 2019 ·
2020 − 2029
EK 1980 · 
EK 2004 · 
EK 2008 · 
EK 2012
WK 1994 · 
WK 2010 · 
WK 2014
OS 1920 · 
OS 1952 · 
OS 2004
1920 · 
1921–1928 · 
1929 · 
1930 · 
1931 · 
1932 · 
1933 · 
1934 · 
1935 · 
1936 · 
1937 · 
1938 · 
1939–1947 · 
1948 · 
1949 · 
1950 · 
1952 · 
1952 · 
1953 · 
1954 · 
1955 · 
1956 · 
1957 · 
1958 · 
1959 · 
1960 · 
1961 · 
1962 · 
1963 · 
1964 · 
1965 · 
1966 · 
1967 · 
1968 · 
1969 · 
1970 · 
1971 · 
1972 · 
1973 · 
1974 · 
1975 · 
1976 · 
1977 · 
1978 · 
1979 · 
1980 · 
1981 · 
1982 · 
1983 · 
1984 · 
1985 · 
1986 · 
1987 · 
1988 · 
1989 · 
1990 · 
1991 ·
1992 · 
1993 · 
1994 · 
1995 · 
1996 · 
1997 · 
1998 · 
1999 · 
2000 · 
2001 · 
2002 · 
2003 · 
2004 · 
2005 · 
2006 · 
2007 · 
2008 · 
2009 · 
2010 · 
2011 · 
2012 · 
2013 · 
2014 · 
2015 · 
2016 · 
2017 · 
2018 ·
2019 ·
2020 ·
2021 ·
2022 ·
2023
Albanië ·
Argentinië ·
Armenië ·
Australië ·
België ·
Bolivia ·
Bosnië en Herzegovina ·
Brazilië ·
Bulgarije ·
Canada ·
Chili ·
Colombia ·
Costa Rica ·
Cyprus ·
Denemarken ·
DDR · 
Duitsland ·
Ecuador · 
Egypte ·
El Salvador ·
Engeland ·
Estland ·
Ethiopië ·
Faeröer ·
Finland ·
Frankrijk ·
Georgië ·
Ghana ·
Gibraltar ·
Honduras ·
Hongarije ·
Ierland ·
IJsland ·
Israël ·
Italië ·
Ivoorkust ·
Japan ·
Joegoslavië ·
Kameroen ·
Kazachstan ·
Kosovo ·
Kroatië ·
Letland ·
Libië ·
Liechtenstein ·
Litouwen ·
Luxemburg ·
Malta ·
Marokko ·
Mexico ·
Moldavië ·
Montenegro ·
Nederland ·
Nieuw-Zeeland ·
Nigeria ·
Noord-Ierland ·
Noord-Korea · 
Noorwegen ·
Oekraïne ·
Oostenrijk ·
Palestina ·
Paraguay · 
Polen ·
Portugal ·
Qatar ·
Roemenië ·
Rusland ·
San Marino ·
Saoedi-Arabië · 
Schotland ·
Senegal · 
Servië · 
Slovenië ·
Slowakije ·
Sovjet-Unie ·
Spanje ·
Syrië ·
Tsjechië ·
Tsjecho-Slowakije ·
Turkije ·
Verenigde Staten ·
Wales ·
Wit-Rusland · 
Zuid-Korea ·
Zweden ·
Zwitserland
Colombia (2014) · 
Costa Rica (2014) · 
Duitsland (2012) · 
Ivoorkust (2014) · 
Japan (2014) ·
Polen (2012) ·
Portugal (2004, 2) · 
Rusland (2008) ·
Rusland (2012) ·
Spanje (2008) ·
Tsjechië (2012) ·
Zuid-Korea (2010) ·
Zweden (2008)